# 14e étape du Tour d'Italie 2024
Pour un article plus général, voir Tour d'Italie 2024.
La 14e étape du Tour d'Italie 2024 se déroule le samedi 18 mai 2024 entre Castiglione delle Stiviere et Desenzano del Garda en Lombardie sous la forme d'un contre-la-montre individuel sur une distance de 31,2 km.

## Parcours
Ce second chrono du Giro 2024 se déroule sur un parcours quelque peu vallonné et en légère descente pour sa partie finale ralliant le bord sud du lac de Garde. Deux temps intermédiaires sont pris à Solférino après 7,8 km et à Torre de San Martino après 23,2 km.

## Déroulement de la course
Battu par Tadej Pogačar de 17 secondes à l'issue du premier contre-la-montre de la 7e étape, Filippo Ganna prend sa revanche et l'emporte de 29 secondes sur le maillot rose slovène.

## Résultats

### Classement de l'étape
| \| Classement de l'étape \| Classement de l'étape \| Classement de l'étape \| Classement de l'étape \| Classement de l'étape \| \| Coureur \| Coureur \| Pays \| Équipe \| Temps \| \| --------------------- \| --------------------- \| --------------------- \| -------------------------- \| --------------------- \| \| 1er \| Filippo Ganna \| Italie \| Ineos Grenadiers \| 35 min 02 s \| \| 2e \| Tadej Pogačar \| Slovénie \| UAE Team Emirates \| + 29 s \| \| 3e \| Thymen Arensman \| Pays-Bas \| Ineos Grenadiers \| + 1 min 07 s \| \| 4e \| Geraint Thomas \| Royaume-Uni \| Ineos Grenadiers \| + 1 min 14 s \| \| 5e \| Luke Plapp \| Australie \| Team Jayco AlUla \| + 1 min 18 s \| \| 6e \| Antonio Tiberi \| Italie \| Bahrain Victorious \| + 1 min 19 s \| \| 7e \| Ben O'Connor \| Australie \| Decathlon-AG2R La Mondiale \| + 1 min 25 s \| \| 8e \| Tobias Foss \| Norvège \| Ineos Grenadiers \| + 1 min 26 s \| \| 9e \| Mikkel Bjerg \| Danemark \| UAE Team Emirates \| + 1 min 28 s \| \| 10e \| Edoardo Affini \| Italie \| Team Visma \\| Lease a Bike \| + 1 min 30 s \| |                 |             |                            |              |
| |                 |             |                            |              |
| Sources : ProCyclingStats Cycling Quotient |                 |             |                            |              |
| Classement de l'étape |                 |             |                            |              |
| Coureur | Coureur         | Pays        | Équipe                     | Temps        |
| 1er | Filippo Ganna   | Italie      | Ineos Grenadiers           | 35 min 02 s  |
| 2e | Tadej Pogačar   | Slovénie    | UAE Team Emirates          | + 29 s       |
| 3e | Thymen Arensman | Pays-Bas    | Ineos Grenadiers           | + 1 min 07 s |
| 4e | Geraint Thomas  | Royaume-Uni | Ineos Grenadiers           | + 1 min 14 s |
| 5e | Luke Plapp      | Australie   | Team Jayco AlUla           | + 1 min 18 s |
| 6e | Antonio Tiberi  | Italie      | Bahrain Victorious         | + 1 min 19 s |
| 7e | Ben O'Connor    | Australie   | Decathlon-AG2R La Mondiale | + 1 min 25 s |
| 8e | Tobias Foss     | Norvège     | Ineos Grenadiers           | + 1 min 26 s |
| 9e | Mikkel Bjerg    | Danemark    | UAE Team Emirates          | + 1 min 28 s |
| 10e | Edoardo Affini  | Italie      | Team Visma \| Lease a Bike | + 1 min 30 s |

### Points attribués pour le classement par points
| \| Arrivée d'étape Desenzano del Garda (km 31,2) \| Arrivée d'étape Desenzano del Garda (km 31,2) \| Arrivée d'étape Desenzano del Garda (km 31,2) \| Arrivée d'étape Desenzano del Garda (km 31,2) \| Arrivée d'étape Desenzano del Garda (km 31,2) \| \| --------------------------------------------- \| --------------------------------------------- \| --------------------------------------------- \| --------------------------------------------- \| --------------------------------------------- \| \| \| Coureur \| Pays \| Équipe \| Point(s) \| \| 1er \| Filippo Ganna \| Italie \| Ineos Grenadiers \| 15 \| \| 2e \| Tadej Pogačar \| Slovénie \| UAE Team Emirates \| 12 \| \| 3e \| Thymen Arensman \| Pays-Bas \| Ineos Grenadiers \| 9 \| \| 4e \| Geraint Thomas \| Grande-Bretagne \| Ineos Grenadiers \| 7 \| \| 5e \| Luke Plapp \| Australie \| Jayco AlUla \| 6 \| \| 6e \| Antonio Tiberi \| Italie \| Bahrain Victorious \| 5 \| \| 7e \| Ben O'Connor \| Australie \| Decathlon AG2R La Mondiale \| 4 \| \| 8e \| Tobias Foss \| Norvège \| Ineos Grenadiers \| 3 \| \| 9e \| Mikkel Bjerg \| Danemark \| UAE Team Emirates \| 2 \| \| 10e \| Edoardo Affini \| Italie \| Visma-Lease a Bike \| 1 \| \| modifier \| \| \| \| \| |                 |                 |                            |          |
| Arrivée d'étape Desenzano del Garda (km 31,2) |                 |                 |                            |          |
| | Coureur         | Pays            | Équipe                     | Point(s) |
| 1er | Filippo Ganna   | Italie          | Ineos Grenadiers           | 15       |
| 2e | Tadej Pogačar   | Slovénie        | UAE Team Emirates          | 12       |
| 3e | Thymen Arensman | Pays-Bas        | Ineos Grenadiers           | 9        |
| 4e | Geraint Thomas  | Grande-Bretagne | Ineos Grenadiers           | 7        |
| 5e | Luke Plapp      | Australie       | Jayco AlUla                | 6        |
| 6e | Antonio Tiberi  | Italie          | Bahrain Victorious         | 5        |
| 7e | Ben O'Connor    | Australie       | Decathlon AG2R La Mondiale | 4        |
| 8e | Tobias Foss     | Norvège         | Ineos Grenadiers           | 3        |
| 9e | Mikkel Bjerg    | Danemark        | UAE Team Emirates          | 2        |
| 10e | Edoardo Affini  | Italie          | Visma-Lease a Bike         | 1        |
| modifier |                 |                 |                            |          |

## Classements à l'issue de l'étape

### Classement général
| \| Classement général \| Classement général \| Classement général \| Classement général \| Classement général \| \| Coureur \| Coureur \| Pays \| Équipe \| Temps \| \| ------------------ \| ------------------ \| ------------------ \| -------------------------- \| ------------------ \| \| 1er \| Tadej Pogačar \| Slovénie \| UAE Team Emirates \| 50 h 00 min 09 s \| \| 2e \| Geraint Thomas \| Royaume-Uni \| Ineos Grenadiers \| + 3 min 41 s \| \| 3e \| Daniel Martínez \| Colombie \| Bora-Hansgrohe \| + 3 min 56 s \| \| 4e \| Ben O'Connor \| Australie \| Decathlon-AG2R La Mondiale \| + 4 min 35 s \| \| 5e \| Antonio Tiberi \| Italie \| Bahrain Victorious \| + 5 min 17 s \| \| 6e \| Thymen Arensman \| Pays-Bas \| Ineos Grenadiers \| + 6 min 30 s \| \| 7e \| Filippo Zana \| Italie \| Team Jayco AlUla \| + 7 min 26 s \| \| 8e \| Romain Bardet \| France \| Team dsm-firmenich PostNL \| + 7 min 52 s \| \| 9e \| Lorenzo Fortunato \| Italie \| Astana Qazaqstan Team \| + 8 min 40 s \| \| 10e \| Alex Baudin \| France \| Decathlon-AG2R La Mondiale \| + 8 min 56 s \| |                   |             |                            |                  |
| |                   |             |                            |                  |
| Sources : ProCyclingStats Cycling Quotient |                   |             |                            |                  |
| Classement général |                   |             |                            |                  |
| Coureur | Coureur           | Pays        | Équipe                     | Temps            |
| 1er | Tadej Pogačar     | Slovénie    | UAE Team Emirates          | 50 h 00 min 09 s |
| 2e | Geraint Thomas    | Royaume-Uni | Ineos Grenadiers           | + 3 min 41 s     |
| 3e | Daniel Martínez   | Colombie    | Bora-Hansgrohe             | + 3 min 56 s     |
| 4e | Ben O'Connor      | Australie   | Decathlon-AG2R La Mondiale | + 4 min 35 s     |
| 5e | Antonio Tiberi    | Italie      | Bahrain Victorious         | + 5 min 17 s     |
| 6e | Thymen Arensman   | Pays-Bas    | Ineos Grenadiers           | + 6 min 30 s     |
| 7e | Filippo Zana      | Italie      | Team Jayco AlUla           | + 7 min 26 s     |
| 8e | Romain Bardet     | France      | Team dsm-firmenich PostNL  | + 7 min 52 s     |
| 9e | Lorenzo Fortunato | Italie      | Astana Qazaqstan Team      | + 8 min 40 s     |
| 10e | Alex Baudin       | France      | Decathlon-AG2R La Mondiale | + 8 min 56 s     |

### Classement par points
| Classement par points | Classement par points | Classement par points | Classement par points         | Classement par points |
| Coureur               | Coureur               | Pays                  | Équipe                        | Points                |
| --------------------- | --------------------- | --------------------- | ----------------------------- | --------------------- |
| 1er                   | Jonathan Milan        | Italie                | Lidl-Trek                     | 284 pts               |
| 2e                    | Kaden Groves          | Australie             | Alpecin-Deceuninck            | 174 pts               |
| 3e                    | Tim Merlier           | Belgique              | Soudal Quick-Step             | 93 pts                |
| 4e                    | Filippo Fiorelli      | Italie                | VF Group-Bardiani CSF-Faizanè | 86 pts                |
| 5e                    | Andrea Pietrobon      | Italie                | Team Polti Kometa             | 86 pts                |
| 6e                    | Julian Alaphilippe    | France                | Soudal Quick-Step             | 74 pts                |
| 7e                    | Tadej Pogačar         | Slovénie              | UAE Team Emirates             | 69 pts                |
| 8e                    | Jhonatan Narváez      | Équateur              | Ineos Grenadiers              | 63 pts                |
| 9e                    | Benjamin Thomas       | France                | Cofidis                       | 57 pts                |
| 10e                   | Sebastián Molano      | Colombie              | UAE Team Emirates             | 54 pts                |

### Classement de la montagne
| Classement de la montagne | Classement de la montagne | Classement de la montagne | Classement de la montagne     | Classement de la montagne |
| Coureur                   | Coureur                   | Pays                      | Équipe                        | Points                    |
| ------------------------- | ------------------------- | ------------------------- | ----------------------------- | ------------------------- |
| 1er                       | Tadej Pogačar             | Slovénie                  | UAE Team Emirates             | 104 pts                   |
| 2e                        | Simon Geschke             | Allemagne                 | Cofidis                       | 59 pts                    |
| 3e                        | Valentin Paret-Peintre    | France                    | Decathlon-AG2R La Mondiale    | 55 pts                    |
| 4e                        | Daniel Martínez           | Colombie                  | Bora-Hansgrohe                | 52 pts                    |
| 5e                        | Lilian Calmejane          | France                    | Intermarché-Wanty             | 32 pts                    |
| 6e                        | Romain Bardet             | France                    | Team dsm-firmenich PostNL     | 32 pts                    |
| 7e                        | Geraint Thomas            | Royaume-Uni               | Ineos Grenadiers              | 22 pts                    |
| 8e                        | Andrea Piccolo            | Italie                    | EF Education-EasyPost         | 18 pts                    |
| 9e                        | Filippo Fiorelli          | Italie                    | VF Group-Bardiani CSF-Faizanè | 18 pts                    |
| 10e                       | Ben O'Connor              | Australie                 | Decathlon-AG2R La Mondiale    | 17 pts                    |

### Classement du meilleur jeune
| Classement du meilleur jeune | Classement du meilleur jeune | Classement du meilleur jeune | Classement du meilleur jeune | Classement du meilleur jeune |
| Coureur                      | Coureur                      | Pays                         | Équipe                       | Temps                        |
| ---------------------------- | ---------------------------- | ---------------------------- | ---------------------------- | ---------------------------- |
| 1er                          | Antonio Tiberi               | Italie                       | Bahrain Victorious           | 50 h 05 min 26 s             |
| 2e                           | Thymen Arensman              | Pays-Bas                     | Ineos Grenadiers             | + 1 min 13 s                 |
| 3e                           | Filippo Zana                 | Italie                       | Team Jayco AlUla             | + 2 min 09 s                 |
| 4e                           | Alex Baudin                  | France                       | Decathlon-AG2R La Mondiale   | + 3 min 39 s                 |
| 5e                           | Davide Piganzoli             | Italie                       | Team Polti Kometa            | + 8 min 54 s                 |
| 6e                           | Giovanni Aleotti             | Italie                       | Bora-Hansgrohe               | + 13 min 50 s                |
| 7e                           | Valentin Paret-Peintre       | France                       | Decathlon-AG2R La Mondiale   | + 28 min 10 s                |
| 8e                           | Mauri Vansevenant            | Belgique                     | Soudal Quick-Step            | + 38 min 45 s                |
| 9e                           | Edoardo Zambanini            | Italie                       | Bahrain Victorious           | + 41 min 01 s                |
| 10e                          | Magnus Sheffield             | États-Unis                   | Ineos Grenadiers             | + 41 min 49 s                |

### Classement par équipes
| Classement par équipes | Classement par équipes        | Classement par équipes | Classement par équipes |
| Équipe                 | Équipe                        | Pays                   | Temps                  |
| ---------------------- | ----------------------------- | ---------------------- | ---------------------- |
| 1re                    | Ineos Grenadiers              | Royaume-Uni            | 150 h 17 min 37 s      |
| 2e                     | Decathlon-AG2R La Mondiale    | France                 | + 2 min 09 s           |
| 3e                     | Bora-Hansgrohe                | Allemagne              | + 22 min 21 s          |
| 4e                     | UAE Team Emirates             | Émirats arabes unis    | + 27 min 51 s          |
| 5e                     | Astana Qazaqstan Team         | Kazakhstan             | + 32 min 36 s          |
| 6e                     | VF Group-Bardiani CSF-Faizané | Italie                 | + 48 min 45 s          |
| 7e                     | Bahrain Victorious            | Bahreïn                | + 50 min 04 s          |
| 8e                     | EF Education-EasyPost         | États-Unis             | + 51 min 30 s          |
| 9e                     | Movistar Team                 | Espagne                | + 54 min 11 s          |
| 10e                    | Team dsm-firmenich PostNL     | Pays-Bas               | + 1 h 00 min 22 s      |

## Abandons
- Phil Bauhaus (Bahrain Victorious) : non partant
- Luka Mezgec (Jayco AlUla) : non partant